# 12º Grupo de Artilharia Antiaérea
O 12º Grupo de Artilharia Antiaérea - Grupo Barão de Jundiahy, é uma unidade militar do Exército Brasileiro, situada em Jundiaí, São Paulo, e subordinada diretamente ao Comando de Defesa Antiaérea do Exército. 
Localizado em posição estratégica às margens da rodovia Anhanguera, o 12º GAAAe, como também é conhecido, é uma unidade com notória presença na história do país e relevante inserção na comunidade local.
Até sua tranformação em Unidade Antiaérea, o Grupo operava baterias de obuseiros 155mm m114 AR, sendo este o maior calibre do Comando Militar do Sudeste.

## História
Foi organizado em 18 de outubro de 1922, como o 2º Grupo de Artilharia de Montanha. Em 1932, passou a ser denominado 2º Grupo de Artilharia de Dorso, sendo transformado no 2º Grupo de Obuses 155, em 15 de maio de 1946. Em 23 de março de 1950, passou a ocupar suas atuais instalações. Em 1973, recebeu a denominação de 12º Grupo de Artilharia de Campanha, que permanece até os dias de hoje.
O Grupo esteve presente em vários eventos da história do Brasil. No movimento revolucionário de 5 de julho de 1924, participou integrando a 2ª Brigada de Artilharia. Em 4 de outubro de 1930, quando o grupo se encontrava em manobras na região de Indaiatuba, irrompeu a Revolução de 1930 em vários estados. Ao regressar a seu quartel, teve ordem para enviar uma bateria para Campinas e outra para o destacamento de Quitaúna que operava na Capela da Ribeira.
Em 1932, a unidade tomou parte da Revolução Constitucionalista. Em 29 de maio de 1933, foi mandado incorporar-se ao 4º Regimento de Artilharia Montada de Itu. Voltando para Jundiaí em 29 de Junho de 1935, o Grupo recebeu homenagens do povo jundiaiense, que lhe ofereceu uma Bandeira Nacional em nome de todas as classes representativas da sociedade local.

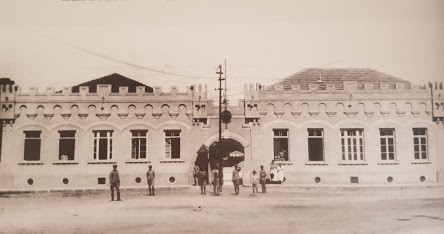
Antiga instalação do Grupo no centro de Jundiaí.

A 12 de maio de 1937, deslocou-se para Laguna e permaneceu oito meses operando no Paraná e em Santa Catarina, em missão de pacificação, restabelecendo a autoridade constituída e a unidade política nacional ameaçadas por movimento revolucionário surgido no sul do País.
Em 1950, a Unidade se mudou do antigo quartel no centro de Jundiaí para suas atuais instalações na Vila Rami.
De 5 a 13 de setembro de 1961, o Grupo cumpriu missões operacionais durante a crise política iniciada em 15 de agosto, tendo uma bateria se deslocado até Registro e Juquiá.  Na contrarrevolução de 1964, o então 2º GO 155 realizou uma verdadeira façanha na história da Artilharia, marchando 450 km numa só jornada. Com seus próprios meios, deslocou-se de Água Branca até Curitiba no dia 2 de abril, integrando o GT/4, enviado pelo então Comando do II Exército para reforçar a 5ª Região Militar.
Em 19 de abril de 1997, dia do Exército Brasileiro, o 12º GAC recebeu a insígnia de bandeira da Ordem do Mérito Militar, a mais elevada distinção honorífica da Força Terrestre.
Em 2005, o Grupo passou a formar sargentos de carreira, dentro de nova sistemática implantada. Os alunos passam um período de seis meses na tropa e depois completam sua formação na Escola de Sargentos das Armas.
Em 15 de julho de 2025, o Grupo passou a ser denominado 12º Grupo de Artilharia Antiaérea. A mudança faz parte parte do processo de alteração da Força Terrestre e está incluída no Plano Estratégico do Exército para acontecer até 2027.